# Río Urucaua
El río Urucaua es un río en el estado de Amapá en el noreste de Brasil. El área alrededor del río Urucaua es el territorio ancestral de los Palikur. El pueblo de Kumenê está ubicado sobre el río Urucaua.